# Misa n.º 2 (Schubert)

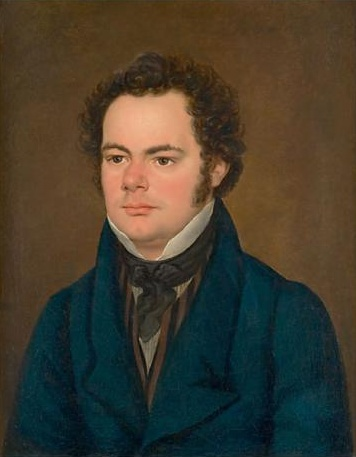
Retrato de Franz Schubert hecho por Franz Eybl (1827)

La Misa n.º 2 en sol mayor D.167 fue compuesta en 1815 por Franz Schubert a la temprana edad de 18 años.
Esta es la más conocida de las tres misas breves compuestas por Schubert. Entre las más elaboradas están la 1.ª y la 5.ª misa. La posterior Deutsche Messe o Misa alemana D.872 (una temprana Deutsche Singmesse) y la 6.ª Misa, la última de todas, serían más largas.
La segunda misa, habitualmente llamada "Misa de Schubert en Sol" fue compuesta en menos de una semana (del 2 al 7 de marzo de 1815) el año después de que su primera misa fuera interpretada con éxito en la parroquia original de Schubert. La segunda misa tuvo en origen una partitura más modesta que la primera, exigiendo sólo orquesta de cuerda y un órgano además de la soprano, el tenor, y el barítono solistas y un coro. Sin embargo, en los años 1980 se descubrió un grupo de partes de la misa en Klosterneuburg que están datadas posteriormente a la partitura integral de Schubert. No sólo incluyen cambios menores a lo largo de la obra, lo que aparentemente representaría las intenciones "finales" de Schubert, sino que también incluyen partes de trompetas y timbales. Esta versión "final" de la misa está disponible en un cedé Carus (Carus-Verlag también publicó la partitura y partes para esta versión). Más aún, el hermano de Schubert, Ferdinand, también escribió partes para vientos, metales y timbales en respuesta a la gran popularidad de la obra.
La partitura original no se imprimió hasta 1845, varias décadas después de la muerte de Schubert, y hasta entonces había permanecido como una de las composiciones menos conocidas del autor. Tanto, que la primera edición de la misa había sido usurpada por Robert Führer, entonces director de música en la catedral de San Vito de Praga, quien, al final, acabó en prisión por estafa.
Aparte de algunos pasajes para solista soprano, las intervenciones de los solistas son muy modestas. Es característico de Schubert estar interesado en un estado de ánimo devocional, conjunto de una composición religiosa, más que en una expresión romántica e individualista del texto (como la que usaría Beethoven, por ejemplo, en sus misas).

## Media
La grabación presentada más abajo es del Coro de Conciertos del MIT (dir. William Cutter) - 2000:

## Grabaciones
- Wolfgang Sawallisch (director) / Lucia Popp (soprano), Adolf Dallapozza[3] (tenor), Dietrich Fischer-Dieskau (barítono), Radio de Baviera. Sello discográfico: EMI. Grabación con Misas y más música sacra
- Robert Shaw (director) / Dawn Upshaw (soprano), David Gordan (tenor), William Stone[4] (barítono), Coro y Orquesta Sinfónica de Atlanta. Sello discográfico: Telarc. Grabación con la Misa n.º 6 en mi bemol mayor, D 950